# Adolf von Graffen (Landwirt)
Adolf von Graffen (* 1791 in Hamburg; † 28. Februar 1847 auf dem Landgut Brebelhof bei Schleswig) war ein deutscher Landwirt und Fachschriftsteller auf dem Gebiet der Landwirtschaft und Nationalökonomie.

## Leben
Adolf von Graffen entstammte einem alten, wohl ursprünglich in Oberösterreich ansässigen Adelsgeschlecht. Er war der Sohn eines in Hamburg ein einträgliches Handelsgeschäft betreibenden Kaufmanns, der in dieser Stadt zugleich als Senator amtierte. Graffen erhielt eine sorgfältige, den Verhältnissen seiner Eltern entsprechende Erziehung und widmete sich gemäß dem Wunsch seines Vaters ebenfalls dem Handelsstand, obwohl ihn dieser Beruf wenig interessierte. Als daher seine Unternehmungen günstig gediehen waren, entsagte er gänzlich der kaufmännischen Tätigkeit und betrieb die Landwirtschaft, für die er schon in seiner Jugend eine Vorliebe gehabt hatte. Er erwarb um 1830 das Landgut Brebelhof im schleswigschen Amt Gottorf und lebte dort mit seiner Familie in behaglicher Zurückgezogenheit. Indessen beschäftigte er sich nicht nur praktisch mit der Landwirtschaft, sondern befasste sich auch mit wichtigen theoretischen Fragen, insbesondere auf dem Gebiet der Staatsökonomie. Er starb am 28. Februar 1847 im Alter von 56 Jahren auf seinem Landgut und hinterließ eine Witwe und mehrere Kinder.

## Schriften
- Gezwungene Armenversorgung, in dem von Theodor Olshausen 1830 begründeten Kieler Korrespondenzblatt, 1834, Nr. 57
- Über Landumsatz, in: Kieler Korrespondenzblatt, 1835, Nr. 29
- Ausfuhrzoll und Rappsaat, in: Kieler Korrespondenzblatt, 1835, Nr. 60
- Lärmtrommel, in: Kieler Korrespondenzblatt, 1835, Nr. 74
- Grundwertnoten, in: Kieler Korrespondenzblatt, 1840, Nr. 44
- Vorschlag zur Prüfung an den Komité zur Errichtung einer Schleswig-Holsteinischen Bank, in: Altonaer Merkur, 1843, Nr. 108